# داراكويه (مقاطعة فسا)
داراكويه (بالفارسية: داراکویه) هي قرية تقع في قسم قره‌بلاغ الريفي في إيران. يقدر عدد سكانها بـ 755 نسمة بحسب إحصاء 2016.